# Steffen Kjærgaard
Steffen Kjærgaard (Tønsberg, 24 de mayo de 1973) es un ciclista noruego ya retirado.

## Biografía
Campeón de Noruega en 1994, Steffen Kjærgaard debutó como profesional en 1996 con el equipo holandés TVM, después de haber estado a prueba con este equipo y ganando la Vuelta a Austria el año anterior. Estuvo dos años en este equipo y después se unió al Team Chicky World en 1998, con el cual estuvo otras dos temporadas. Durante este periodo, ganó cuatro veces consecutivas el Campeonato de Noruega Contrarreloj. También destacó en carreras por etapas como el Tour de Normandía, la Vuelta a Baviera o el Circuito de la Sarthe.
En 2000, fichó por el equipo americano US Postal. No consigue resultados individuales pero participa en dos de los siete Tour de Francia ganados por Lance Armstrong, en 2000 y 2001. En 2002, corre la Vuelta a España como gregario de Roberto Heras quien acabaría segundo de la clasificación general.
En 2003, a pesar de conseguir otro título nacional, no consiguió renovar su contrato y prefirió poner fin a su carrera deportiva.
En octubre de 2012 confirmó haberse dopado cuando estaba en el equipo US Postal junto a Lance Armstrong entre 2000 y 2003. Sin embargo no fue sancionado por la Federación Noruega debido a que los hechos habían prescrito, pues el plazo de prescripción es de ocho años.

## Palmarés
| 1994 - Campeonato de Noruega en Ruta 1995 - Vuelta a Austria 1996 - Campeonato de Noruega Contrarreloj 1997 - Campeonato de Noruega Contrarreloj 1998 - Campeonato de Noruega Contrarreloj - Vuelta a Baviera, más 1 etapa - 1 etapa de la Vuelta a Renania-Palatinado | 1999 - Campeonato de Noruega Contrarreloj - 1 etapa de la Vuelta a la Baja Sajonia - 1 etapa de la Vuelta a Suecia - Circuito de la Sarthe - Tour de Normandía 2002 - 2.º en el Campeonato de Noruega Contrarreloj - 2.º en el Campeonato de Noruega en Ruta 2003 - Campeonato de Noruega Contrarreloj |

## Resultados en las grandes vueltas

### Tour de Francia
- 2000 : 89.º
- 2001 : 101.º

### Vuelta a España
- 2002 : abandono